# Процюк, Сергей Анатольевич
Серге́й Анато́льевич Процю́к (укр. Сергій Анатолійович Процюк; 7 февраля 1963, Киев, Украинская ССР, СССР) — советский и украинский футболист, защитник. Мастер спорта СССР.
Сын Александр также футболист.

## Карьера
Первый тренер — А. Ф. Бышовец.
Карьера Сергея Процюка началась в киевском «Динамо». Трижды он отдавался в аренду, в винницкую «Ниву» и ирпеньское «Динамо». В чемпионате СССР за «Динамо» Сергей не играл, провёл лишь 4 матча в Кубке Федерации.
В 1987 году, после переговоров между начальником одесского «Черноморца» и Валерием Лобановским, перешёл в одесский «Черноморец», который выступал в первой лиге. Кроме того, на выбор повлияло желание Процюка уехать подальше от чернобыльской аварии: он переживал за здоровье жены и дочки.
В первом сезоне Процюк сыграл 21 матч и забил 1 гол. «Черноморец» занял 1-е место и получил право участвовать в высшей лиге. В чемпионате за «моряков» Сергей отыграл 35 матчей, забив 3 мяча.
В 1990 он ушёл в московское «Динамо», куда его позвал Анатолий Бышовец. За «бело-голубых» Процюк дебютировал 1 марта в матче 1/8 финала Кубка СССР против «Арарата». Всего за «Динамо» в различных турнирах он сыграл 14 матчей. В сезоне 1990 он также стал бронзовым призёром первенства.
В мае 1991 года Сергей, желая играть, ушёл в «Тилигул». Вместе с командой завоевал право играть в высшей лиге. Но в начале 1992 было принято решение не проводить объединенный чемпионат СНГ и Процюк вернулся в «Черноморец». За первые два сезона в чемпионате Украины провёл 26 матчей, став в 1993 бронзовым призёром.
В 1994 Процюк играл за «Металлург» из Новотроицка.
После этого Сергей с 1994 по 1999 год выступал за клубы низших дивизионов — «Верес», финский «КаИК», «Буковину» и «Нефтяник» из Ахтырки.
После завершения карьеры стал тренером. Работал в СДЮСШОР киевского «Динамо», также был помощником главного тренера.
В 2011 году возглавил молдавский клуб «Локомотив».